# Athos Querzola

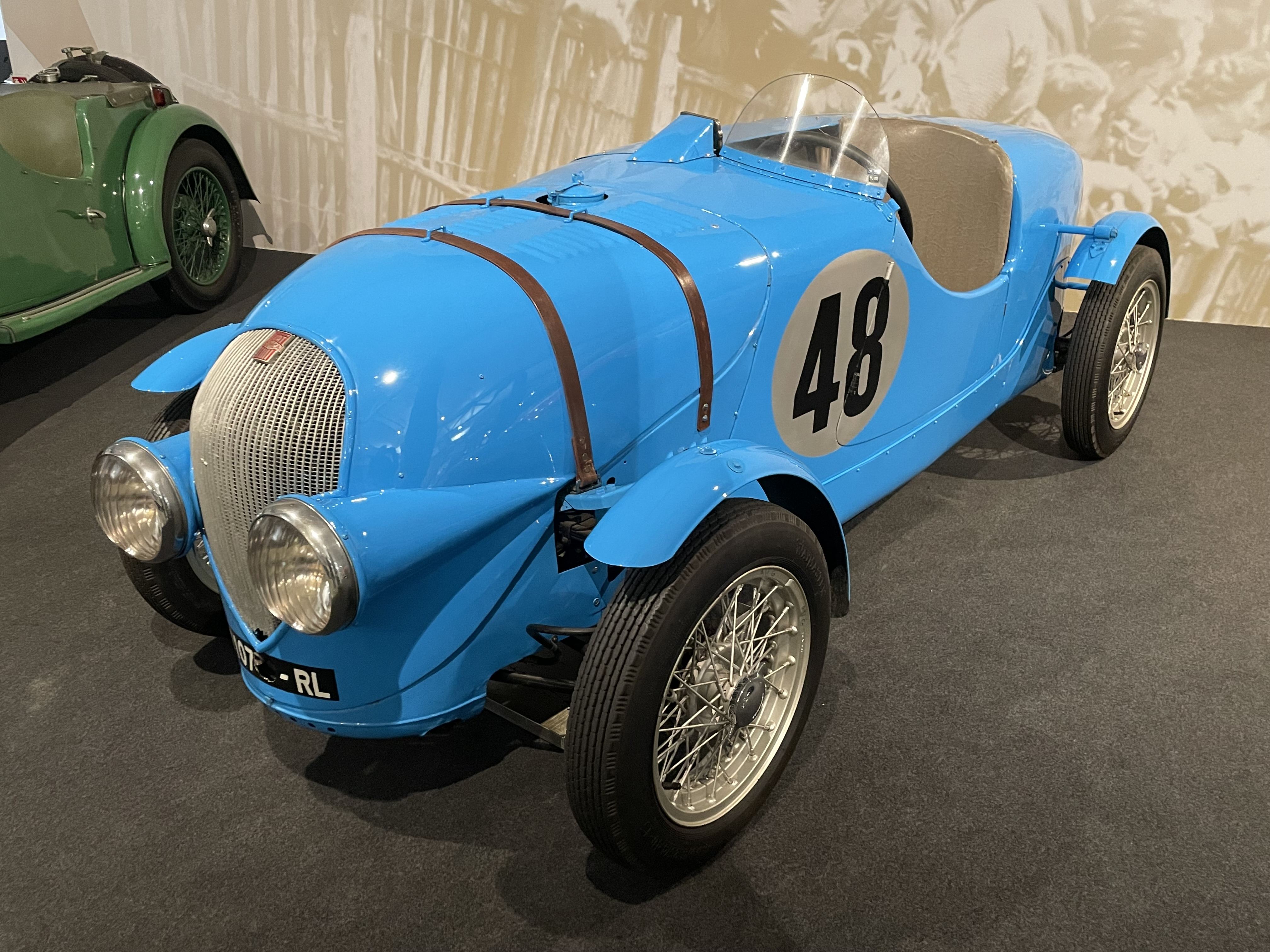
Simca Cinq, wie ihn Athos Querzola beim 24-Stunden-Rennen von Le Mans 1937 fuhr

Athos Querzola (* 9. November 1905 in Bologna; † 5. November 1992 in Suresnes) war ein französischer Autorennfahrer italienischer Abstammung.

## Karriere als Rennfahrer
Athos Querzola war der Halbbruder des französischen Autorennfahrers, Rennwagenkonstrukteurs und Unternehmensgründers Amédée Gordini. Gemeinsam bestritten sie den 1936 für Sportwagen ausgeschriebenen Großen Preis von Frankreich. Das Rennen wurde auf dem Autodrome de Linas-Montlhéry ausgetragen, wobei auf dem 12,5 Kilometer langen Rundkurs gefahren wurde, der das Oval mit dem Straßenabschnitt verband. Die Gesamtwertung gewannen Jean-Pierre Wimille und Raymond Sommer auf einem Werks-Bugatti T57 Tank. Gordini und Querzola kamen mit ihrem Fiat 508 S Balilla nach acht Stunden Fahrzeit auf Platz 20 der Endwertung ins Ziel.
Für das Rennteam seines Bruders ging Querzola zweimal beim 24-Stunden-Rennen von Le Mans an den Start. Nach einem Ausfall 1937 beendete er die Veranstaltung 1938 als Gesamtfünfzehnter. 

## Statistik

### Le-Mans-Ergebnisse
| Jahr | Team                | Fahrzeug   | Teamkollege  | Platzierung | Ausfallgrund  |
| ---- | ------------------- | ---------- | ------------ | ----------- | ------------- |
| 1937 | Automobiles Gordini | Simca Cinq | Adrien Alin  | Ausfall     | Benzinleitung |
| 1938 | Amédée Gordini      | Simca Cinq | Albert Leduc | Rang 15     |               |